# KILLZONE: Mercenary
『KILLZONE: Mercenary』 (キルゾーン・マーセナリー) は、ソニー・コンピュータエンタテインメント(SCE)の子会社ゲリラケンブリッジが開発し、 2013年9月5日に発売されたPlayStation Vita(PS Vita)専用ファーストパーソン・シューティングゲーム。

## 概要
KILLZONEシリーズ5作目となる。KILLZONEシリーズは、近未来を題材とした戦争物FPSに近い作風を持つ、宇宙共和国「ヴェクタ」と独裁国家「ヘルガーン」との惑星国家間の戦いを描いたSFゲーム。シリーズ最大の特徴は無機質なマスクに覆われ赤い双眸をした「ヘルガスト」と総称される敵キャラクターである。（詳細は「KILLZONEシリーズ」を参照。）
時系列は『KILLZONE』と『KILLZONE 2』の間の物語を描く。タイトル中の「Mercenary」（傭兵）のとおり、プレイヤーは傭兵の主人公アラン・ダナーを操る。
2011年1月27日、NGP（現PlayStation Vita）の正式発表と同時に、開発段階の一部映像が数秒間だけ公開された。後に2012年8月15日のヨーロッパ最大級ゲーム見本市ゲームズコムで英語版タイトルと、ゲームプレイ映像も収録した実写トレーラーが公開された。
物理エンジンはPS3バージョンと対等に近い出来で、PS Vitaの能力をより生かすためいくつかのギミックが追加されている。また、オンラインモードも搭載する。
当初、北米での発売日は2013年9月17日に予定されていたが、9月10日の1週間前倒しとなった。正式的な理由は不明だが、『グランド・セフト・オートV』と発売日が重なっていたことが関係したとみられる。

## システム
本作では、KILLZONEシリーズにおいて初めてISAとしてだけではなく、ヘルガスト兵としてもキャンペーンに参戦できるようになり、普通の兵士が実行しないようなミッションを遂行することとなる。またプレイヤーは傭兵として契約を履行するために、戦術と装備も自分で自由に決めることができ、ミッションを成功さえさせれば、直ちに雇用主に資金や武器を報酬されるシステムとなる 。近接攻撃など、一部の操作方法において、タッチスクリーンとバックタッチパネルを活用する。

## マルチプレイ
オンラインで最大8人のプレイヤーと対戦できる。獲得した報酬はシングルプレイでも使える。フレンドとのチャットも可能。
MERCENARY WARFARE マーセナリーウォーフェア
全員が敵となる個人対戦モード。
GUERRILLA WARFARE ゲリラウォーフェア
ISA軍またはヘルガスト軍に分かれて戦うチームデスマッチ。制限時間以内に特定のキル数まで達したチームの勝利となる。
WARZONE ウォーゾン
2つのチームに分かれ、以下からランダムに与えられる目標を達成するシリーズ特有のモード。先に3つ達成したチームの勝利となる。
- 暗殺戦(ASSASSINATION) - ターゲットに指定されたプレーヤーを倒すまたは敵チームから守り抜く。
- 殲滅戦(BODYCOUNT) - シンプルなチームデスマッチ。
- 制圧防衛戦(CAPTURE & HOLD) - 指定された拠点を奪い合う。奪った拠点数、制圧時間を競う。
- 掃討戦(SEARCH & DESTROY) - 攻撃側と防御側に分かれ、攻撃側は指定された場所に爆弾を設置する。
- 捜索回収戦(SEARCH & RETRIEVE) - マップ上に現れるスピーカーを奪い合い、自軍に持ち帰る。